# Gravedad de la Tierra

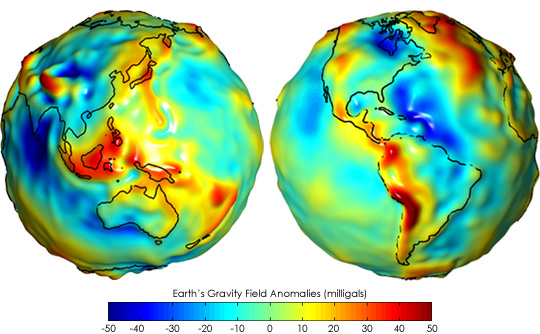
La gravedad de la Tierra medida por la misión NASA GRACE, que muestra desviaciones de la gravedad teórica de una Tierra lisa idealizada, el llamado elipsoide de la Tierra. El rojo muestra las áreas donde la gravedad es más fuerte que el valor estándar suave y el azul revela las áreas donde la gravedad es más débil. (')

La gravedad de la Tierra, denotada por {\displaystyle g}, es la aceleración neta que se imparte a los objetos debido al efecto combinado de la gravitación (de la distribución de la masa dentro de la Tierra) y la fuerza centrífuga (de la rotación de la Tierra).
En unidades SI, esta aceleración se mide en metros por segundo al cuadrado (en símbolos, m/s2 o m·s−2) o de manera equivalente en newtons por kilogramo (N / kg o N · kg−1). Cerca de la superficie de la Tierra, la aceleración gravitacional es de aproximadamente 9.81 m/s2, lo que significa que, ignorando los efectos de la resistencia del aire, la velocidad de un objeto que cae libremente aumentará en aproximadamente 9.81 metros por segundo cada segundo. Esta cantidad a veces se conoce informalmente como pequeña {\displaystyle g} (en contraste, la constante gravitacional {\displaystyle G} se denomina gran {\displaystyle G}).  
La fuerza precisa de la gravedad de la Tierra varía según la ubicación. El valor "promedio" nominal en la superficie de la Tierra, conocido como gravedad estándar es, por definición, 9.80665 m/s2. Esta cantidad se denota de diversas maneras como {\displaystyle g_{n}}, {\displaystyle g_{e}} (aunque esto a veces significa el valor ecuatorial normal en la Tierra, 9.78033 m/s2), {\displaystyle g_{0}} o simplemente {\displaystyle g} (que también se usa para el valor local variable). 
El peso de un objeto en la superficie de la Tierra es la fuerza hacia abajo sobre ese objeto, dada por la segunda ley de movimiento de Newton, o {\displaystyle F=ma} (fuerza = masa × aceleración). La aceleración gravitacional contribuye a la aceleración de la gravedad total, pero otros factores, como la rotación de la Tierra, también contribuyen y, por lo tanto, afectan el peso del objeto. La gravedad normalmente no incluye la atracción gravitacional de la Luna y el Sol, que se explican en términos de efectos de marea. Es una cantidad vectorial (física), cuya dirección coincide con una plomada. 

## Variación en magnitud
Una esfera perfecta no giratoria de densidad de masa uniforme, o cuya densidad varía únicamente con la distancia desde el centro (simetría esférica), produciría un campo gravitacional de magnitud uniforme en todos los puntos de su superficie. La Tierra está girando y tampoco es esféricamente simétrica; más bien, es ligeramente más plano en los polos mientras sobresale en el ecuador: un esferoide achatado. En consecuencia, hay ligeras desviaciones en la magnitud de la gravedad a través de su superficie. 
La gravedad en la superficie de la Tierra varía alrededor del 0.7%, de 9.7639 m/s2 en la montaña Nevado Huascarán en Perú a 9.8337 m/s2 en la superficie del Océano Ártico. En las grandes ciudades, varía de 9.7760 en Kuala Lumpur, Ciudad de México y Singapur a 9.825 en Oslo y Helsinki. 

### Valor convencional
En 1901, la tercera Conferencia General de Pesas y Medidas definió una aceleración gravitacional estándar para la superficie de la Tierra: {\displaystyle g_{n}} = 9.80665 m/s2. Se basó en mediciones realizadas en el Pavillon de Breteuil cerca de París en 1888, con una corrección teórica aplicada para convertir a una latitud de 45° al nivel del mar. Por lo tanto, esta definición no es un valor de un lugar en particular o un promedio cuidadosamente elaborado, sino un acuerdo para un valor a utilizar si no se conoce o no es importante un valor local real mejor. También se utiliza para definir las unidades de kilogramo-fuerza y libra-fuerza. 

### Latitud

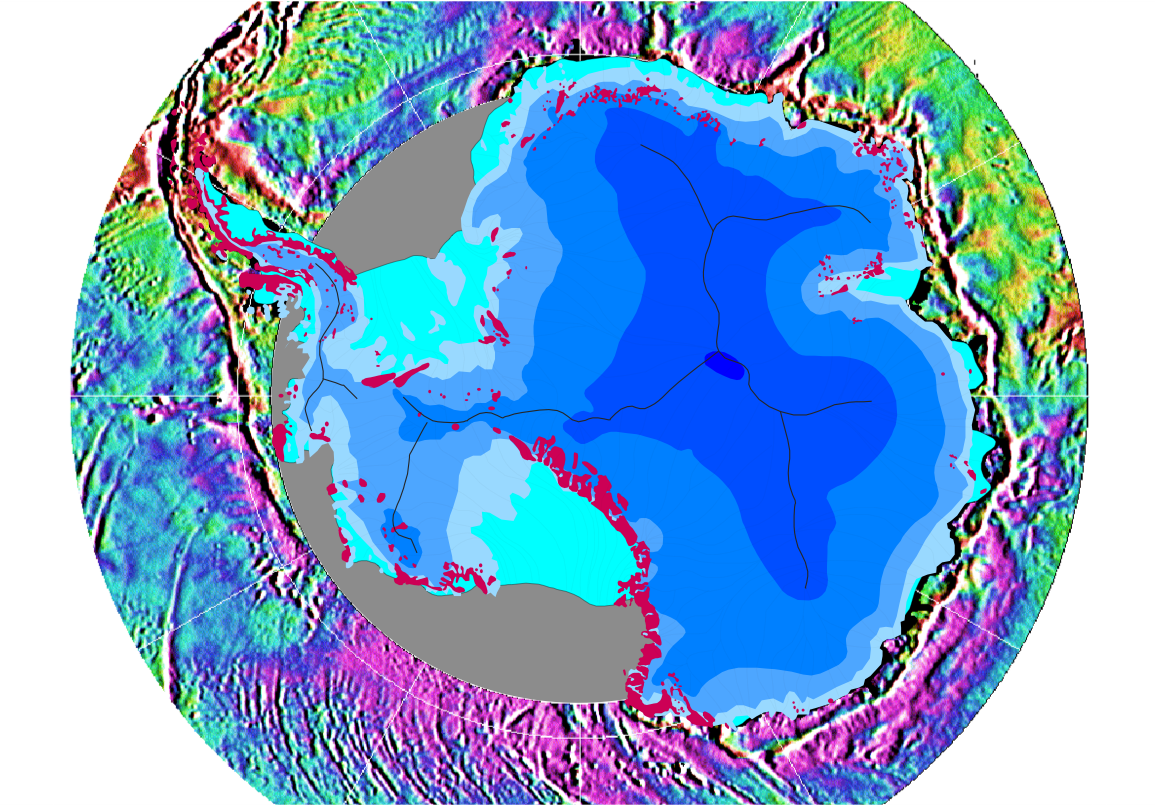
Las diferencias de la gravedad de la Tierra alrededor del continente antártico.

La superficie de la Tierra está girando, por lo que es un marco de referencia no inercial. En las latitudes más cercanas al ecuador, la fuerza centrífuga externa producida por la rotación de la Tierra es mayor que en las latitudes polares. Esto contrarresta la gravedad de la Tierra en un pequeño grado, hasta un máximo de 0.3% en el ecuador, y reduce la aparente aceleración descendente de los objetos que caen. 
La segunda razón principal de la diferencia de gravedad en diferentes latitudes es que la protuberancia ecuatorial de la Tierra (también causada por la fuerza centrífuga de la rotación) hace que los objetos en el ecuador estén más lejos del centro del planeta que los objetos en los polos. Debido a que la fuerza debida a la atracción gravitacional entre dos cuerpos (la Tierra y el objeto que se pesa) varía inversamente con el cuadrado de la distancia entre ellos, un objeto en el ecuador experimenta un tirón gravitacional más débil que un objeto en los polos. 
En combinación, la protuberancia ecuatorial y los efectos de la fuerza centrífuga superficial debido a la rotación significan que la gravedad a nivel del mar aumenta de aproximadamente 9.780 m/s2 en el ecuador a aproximadamente 9.832 m/s2 en los polos, por lo que un objeto pesará aproximadamente un 0,5% más en los polos que en el ecuador.

### Altitud

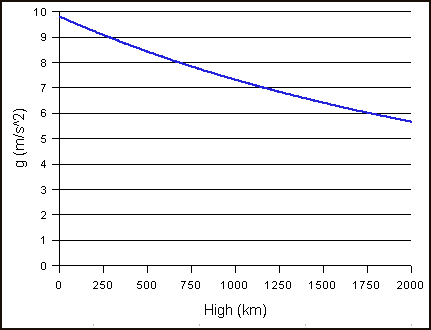
El gráfico muestra la variación en la gravedad con respecto a la altura de un objeto sobre la superficie

La gravedad disminuye con la altitud a medida que uno se eleva sobre la superficie de la Tierra porque una mayor altitud significa una mayor distancia desde el centro de la Tierra. En igualdad de condiciones, un aumento en la altitud desde el nivel del mar hasta 30 000 pies (9144,0 m)  provoca una disminución de peso de aproximadamente 0.29%. (Un factor adicional que afecta el peso aparente es la disminución de la densidad del aire en la altitud, lo que disminuye la flotabilidad de un objeto. Esto aumentaría el peso aparente de una persona a una altitud de 9 000 metros en aproximadamente 0.08%) 
Es un error común pensar que los astronautas en órbita no tienen peso porque han volado lo suficientemente alto como para escapar de la gravedad de la Tierra. De hecho, a una altitud de 400 kilómetros (248,5 mi), equivalente a una órbita típica de la ISS, la gravedad sigue siendo casi un 90% tan fuerte como en la superficie de la Tierra. La ingravidez en realidad ocurre porque los objetos en órbita están en caída libre.
El efecto de la elevación del terreno depende de la densidad del terreno  Una persona volando a 9,100 m sobre el nivel del mar sobre las montañas sentirán más gravedad que alguien en la misma elevación pero sobre el mar. Sin embargo, una persona parada en la superficie de la Tierra siente menos gravedad cuando la elevación es más alta. 
La siguiente fórmula aproxima la variación de la gravedad de la Tierra con la altitud: 
{\displaystyle g_{h}=g_{0}\left({\frac {R_{\mathrm {e} }}{R_{\mathrm {e} }+h}}\right)^{2}}
Donde 
- {\displaystyle g_{h}} es la aceleración gravitacional a la altura {\displaystyle h} sobre el nivel del mar.
- {\displaystyle R_{e}} es el radio terrestre.
- {\displaystyle g_{0}} es la aceleración gravitacional estándar.

La fórmula trata a la Tierra como una esfera perfecta con una distribución de masa radialmente simétrica; a continuación se analiza un tratamiento matemático más preciso. 

### Profundidad

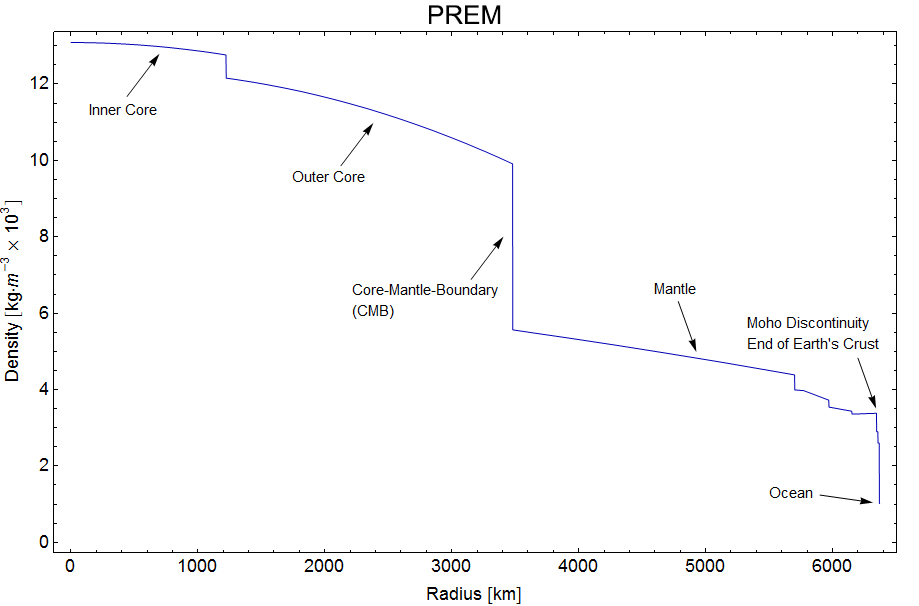
Distribución de densidad radial de la Tierra de acuerdo con el Modelo de Tierra de Referencia Preliminar (PREM).

Gravedad de la Tierra según el Modelo Preliminar de Referencia (PREM). Se incluyen dos modelos para una Tierra esféricamente simétrica para comparación. La línea recta verde oscura es para una densidad constante igual a la densidad promedio de la Tierra. La línea curva de color verde claro es para una densidad que disminuye linealmente desde el centro a la superficie. La densidad en el centro es la misma que en la PREM, pero la densidad de la superficie se elige de modo que la masa de la esfera sea igual a la masa de la Tierra real.

Se puede obtener un valor aproximado de la gravedad a una distancia {\displaystyle r} del centro de la Tierra suponiendo que la densidad de la Tierra es esféricamente simétrica. La gravedad depende solo de la masa dentro de la esfera de radio {\displaystyle r} . Todas las contribuciones del exterior se cancelan como consecuencia de la ley de gravitación de cuadrado inverso. Otra consecuencia es que la gravedad es la misma que si toda la masa estuviera concentrada en el centro. Por lo tanto, la aceleración gravitacional en este radio es
{\displaystyle g(r)=-{\frac {GM(r)}{r^{2}}}.}
donde {\displaystyle G} es la constante gravitacional y {\displaystyle M(r)} es la masa total encerrada dentro del radio {\displaystyle r}. Si la Tierra tuviera una densidad constante ρ, la masa sería {\displaystyle M(r)=(4/3)\pi \rho r^{3}} y la dependencia de la gravedad con respecto a la profundidad sería 
{\displaystyle g(r)={\frac {4\pi }{3}}G\rho r.}
{\displaystyle g} a profundidad {\displaystyle d} viene dado por {\displaystyle g'=g(1-d/R)} donde {\displaystyle g} es la aceleración debido a la gravedad en la superficie de la Tierra, {\displaystyle d} es la profundidad y {\displaystyle R} es el radio de la Tierra. Si la densidad disminuye linealmente al aumentar el radio de una densidad ρ0 en el centro a ρ1 en la superficie, entonces 
{\displaystyle \rho (r)=\rho _{0}-\left(\rho _{0}-\rho _{1}\right){\frac {r}{r_{\mathrm {e} }}}}
y la dependencia sería
{\displaystyle g(r)={\frac {4\pi }{3}}G\rho _{0}r-\pi G\left(\rho _{0}-\rho _{1}\right){\frac {r^{2}}{r_{\mathrm {e} }}}.}
La dependencia de la profundidad real de la densidad y la gravedad, inferida de los tiempos de viaje sísmicos (ecuación de Adams-Williamson), se muestra en los gráficos a continuación. 

### Topografía local y geología
Las diferencias locales en la topografía (como la presencia de montañas), la geología (como la densidad de las rocas en las cercanías) y la estructura tectónica más profunda causan diferencias locales y regionales en el campo gravitacional de la Tierra, conocidas como anomalías gravitacionales. Algunas de estas anomalías pueden ser muy extensas, resultando en abultamientos en el nivel del mar y lanzando relojes de péndulo fuera de sincronización. 
El estudio de estas anomalías forma la base de la geofísica gravitacional. Las fluctuaciones se miden con gravímetros altamente sensibles, se resta el efecto de la topografía y otros factores conocidos, y de los datos resultantes se extraen conclusiones. Dichas técnicas ahora son utilizadas por los prospectores para encontrar depósitos de petróleo y minerales. Las rocas más densas (que a menudo contienen minerales minerales) causan campos gravitacionales locales más altos de lo normal en la superficie de la Tierra. Las rocas sedimentarias menos densas causan lo contrario. 

### Otros factores
En el aire o el agua, los objetos experimentan una fuerza de flotabilidad de apoyo que reduce la fuerza aparente de la gravedad (medida por el peso de un objeto). La magnitud del efecto depende de la densidad del aire (y, por lo tanto, de la presión del aire) o la densidad del agua, respectivamente; ver Peso aparente para más detalles. 
Los efectos gravitacionales de la Luna y el Sol (también la causa de las mareas) tienen un efecto muy pequeño sobre la fuerza aparente de la gravedad de la Tierra, dependiendo de sus posiciones relativas; variaciones típicas son 2 µm/s2 (0.2 mGal) en el transcurso de un día.

## Variación en la dirección
La aceleración por gravedad es una cantidad vectorial. En una Tierra esféricamente simétrica, la gravedad apuntaría directamente hacia el centro de la esfera. Como la Tierra es ligeramente más plana, en consecuencia hay ligeras desviaciones en la dirección de la gravedad. 
Esta es la razón por la cual el meridiano principal moderno pasa más de 100 m al este del meridiano principal astronómico histórico en Greenwich.

## Valores comparativos a nivel mundial
Existen herramientas para calcular la fuerza de la gravedad en varias ciudades del mundo. El efecto de la latitud se puede ver claramente con la gravedad en las ciudades de alta latitud: Anchorage (9.826 m/s2 ), Helsinki (9.825 m/s2), siendo aproximadamente 0.5% mayor que en ciudades cercanas al ecuador: Kuala Lumpur (9.776 m/s2), Manila (9.780 m/s2). El efecto de la altitud se puede ver en la Ciudad de México (9.776 m/s2; altitud 2240 metros (7349,1 pies)), y comparando Denver (9.798 m/s2; 1616 metros (5301,8 pies)) con Washington D. C. (9.801 m/s2; 30 metros (98,4 pies)), ambos cerca de 39° N. Los valores medidos se pueden obtener de las Tablas Físicas y Matemáticas por T. M. Yarwood y F. Castle, Macmillan, edición revisada 1970.
| Localización    | m/s2 (ft/s2)             | Localización     | m/s2 (ft/s2)             | Localización     | m/s2 (ft/s2)             |
| --------------- | ------------------------ | ---------------- | ------------------------ | ---------------- | ------------------------ |
| Ámsterdam       | 9,817 metros (32,2 pies) | Yakarta          | 9,777 metros (32,1 pies) | Ottawa           | 9,806 metros (32,2 pies) |
| Anchorage       | 9,826 metros (32,2 pies) | Kandy            | 9,775 metros (32,1 pies) | París            | 9,809 metros (32,2 pies) |
| Atenas          | 9,8 metros (32,2 pies)   | Kolkata          | 9,785 metros (32,1 pies) | Perth            | 9,794 metros (32,1 pies) |
| Auckland        | 9,799 metros (32,1 pies) | Kuala Lumpur     | 9,776 metros (32,1 pies) | Río de Janeiro   | 9,788 metros (32,1 pies) |
| Bangkok         | 9,78 metros (32,1 pies)  | Kuwait (ciudad)  | 9,792 metros (32,1 pies) | Roma             | 9,803 metros (32,2 pies) |
| Birmingham      | 9,817 metros (32,2 pies) | Lisboa           | 9,801 metros (32,2 pies) | Seattle          | 9,811 metros (32,2 pies) |
| Bruselas        | 9,815 metros (32,2 pies) | Londres          | 9,816 metros (32,2 pies) | Singapur         | 9,776 metros (32,1 pies) |
| Buenos Aires    | 9,797 metros (32,1 pies) | Los Ángeles      | 9,796 metros (32,1 pies) | Skopje           | 9,804 metros (32,2 pies) |
| Ciudad del Cabo | 9,796 metros (32,1 pies) | Madrid           | 9,8 metros (32,2 pies)   | Estocolmo        | 9,818 metros (32,2 pies) |
| Chicago         | 9,804 metros (32,2 pies) | Mánchester       | 9,818 metros (32,2 pies) | Sídney           | 9,797 metros (32,1 pies) |
| Copenhague      | 9,821 metros (32,2 pies) | Manila           | 9,78 metros (32,1 pies)  | Taipéi           | 9,79 metros (32,1 pies)  |
| Denver          | 9,798 metros (32,1 pies) | Melbourne        | 9,8 metros (32,2 pies)   | Tokio            | 9,798 metros (32,1 pies) |
| Frankfurt       | 9,814 metros (32,2 pies) | Ciudad de México | 9,776 metros (32,1 pies) | Toronto          | 9,807 metros (32,2 pies) |
| Habana          | 9,786 metros (32,1 pies) | Montreal         | 9,809 metros (32,2 pies) | Vancouver        | 9,809 metros (32,2 pies) |
| Helsinki        | 9,825 metros (32,2 pies) | Nueva York       | 9,802 metros (32,2 pies) | Washington D. C. | 9,801 metros (32,2 pies) |
| Hong Kong       | 9,785 metros (32,1 pies) | Nicosia          | 9,797 metros (32,1 pies) | Wellington       | 9,803 metros (32,2 pies) |
| Estambul        | 9,808 metros (32,2 pies) | Oslo             | 9,825 metros (32,2 pies) | Zúrich           | 9,807 metros (32,2 pies) |

## Modelos matemáticos

### Modelo de latitud
Si el terreno está al nivel del mar, podemos estimar {\displaystyle g\{\phi \}}, la aceleración en latitud {\displaystyle \phi } : 
{\displaystyle {\begin{aligned}g\{\phi \}&=9.780327\,\,\mathrm {m} \cdot \mathrm {s} ^{-2}\,\,\left(1+0.0053024\,\operatorname {sen} ^{2}\phi -0.0000058\,\operatorname {sen} ^{2}2\phi \right),\\&=9.780327\,\,\mathrm {m} \cdot \mathrm {s} ^{-2}\,\,\left(1+0.0052792\,\operatorname {sen} ^{2}\phi +0.0000232\,\operatorname {sen} ^{4}\phi \right),\\&=9.780327\,\,\mathrm {m} \cdot \mathrm {s} ^{-2}\,\,\left(1.0053024-0.0053256\,\cos ^{2}\phi +0.0000232\,\cos ^{4}\phi \right),\\&=9.780327\,\,\mathrm {m} \cdot \mathrm {s} ^{-2}\,\,\left(1.0026454-0.0026512\,\cos 2\phi +0.0000058\,\cos ^{2}2\phi \right)\end{aligned}}} .
Esta es la Fórmula internacional de gravedad de 1967, la Fórmula del sistema de referencia geodésica de 1967, la ecuación de Helmert o la fórmula de Clairaut. 
Una fórmula alternativa para g en función de la latitud es el WGS (World Geodetic System) 84 o Fórmula de la gravedad elipsoidal:
{\displaystyle g\{\phi \}=\mathbb {G} _{e}\left[{\frac {1+k\operatorname {sen} ^{2}\phi }{\sqrt {1-e^{2}\operatorname {sen} ^{2}\phi }}}\right],\,\!}
donde, 
- {\displaystyle a,\,b} son los semiejes ecuatoriales y polares, respectivamente;
- {\displaystyle e^{2}=1-(b/a)^{2}} es la excentricidad del esferoide, al cuadrado;
- {\displaystyle \mathbb {G} _{e},\,\mathbb {G} _{p}\,} es la gravedad definida en el ecuador y los polos, respectivamente;
- {\displaystyle k={\frac {b\,\mathbb {G} _{p}-a\,\mathbb {G} _{e}}{a\,\mathbb {G} _{e}}}} (fórmula constante);

Entonces {\displaystyle \mathbb {G} _{p}=9.8321849378\,\,\mathrm {m} \cdot \mathrm {s} ^{-2}},
{\displaystyle g\{\phi \}=9.7803253359\,\,\mathrm {m} \cdot \mathrm {s} ^{-2}\left[{\frac {1+0.001931850400\,\operatorname {sen} ^{2}\phi }{\sqrt {1-0.006694384442\,\operatorname {sen} ^{2}\phi }}}\right]} .
donde están los semiejes de la tierra: 
{\displaystyle a=6378137.0\,\,{\mbox{m}}}
{\displaystyle b=6356752.3\,\,{\mbox{m}}}
La diferencia entre la fórmula WGS-84 y la ecuación de Helmert es menor que 0.68 μm · s−2. 

### Corrección de aire libre
La primera corrección que se aplicará al modelo es la corrección de aire libre (FAC, del inglés free air correction) que representa las alturas sobre el nivel del mar. Cerca de la superficie de la Tierra (nivel del mar), la gravedad disminuye con la altura de tal manera que la extrapolación lineal daría gravedad cero a una altura de la mitad del radio de la Tierra - (9.8 m·s−2 por 3,200 km.)
Usando la masa y el radio de la Tierra: 
{\displaystyle r_{\mathrm {Tierra} }=6.371\cdot 10^{6}\,\mathrm {m} }
{\displaystyle m_{\mathrm {Tierra} }=5.9722\cdot 10^{24}\,\mathrm {kg} }
El factor de corrección FAC (Δg) se puede derivar de la definición de la aceleración debida a la gravedad en términos de {\displaystyle G}, la constante gravitacional: 
{\displaystyle g_{0}=G\,M_{\mathrm {e} }/R_{\mathrm {e} }^{2}=9.81998\,{\frac {\mathrm {m} }{\mathrm {s} ^{2}}}}
{\displaystyle G=6.67408\cdot 10^{-11}\,{\frac {\mathrm {m} ^{3}}{\mathrm {kg} \cdot \mathrm {s} ^{2}}}.}
A una altura {\displaystyle h} por encima de la superficie nominal de la Tierra, {\displaystyle g_{h}} viene dada por: 
{\displaystyle g_{h}=G\,M_{\mathrm {e} }/\left(R_{\mathrm {e} }+h\right)^{2}}
Entonces, el FAC para una altura h por encima del radio nominal de la Tierra se puede expresar: 
{\displaystyle \Delta g_{h}=\left[G\,M_{\mathrm {e} }/\left(R_{\mathrm {e} }+h\right)^{2}\right]-\left[G\,M_{\mathrm {e} }/R_{\mathrm {e} }^{2}\right]}
Esta expresión se puede usar fácilmente para programar o incluir en una hoja de cálculo. Recolectar términos, simplificar y descuidar términos pequeños ({\displaystyle h<<r_{Tierra}}), sin embargo, produce una buena aproximación: 
{\displaystyle \Delta g_{h}\approx -\,{\dfrac {G\,M_{\mathrm {e} }}{R_{\mathrm {e} }^{2}}}\cdot {\dfrac {2\,h}{R_{\mathrm {e} }}}}
Usando los valores numéricos anteriores y para una altura h en metros: 
{\displaystyle \Delta g_{h}\approx -3.086\cdot 10^{-6}\,h}
Agrupando los factores de latitud y altitud FAC, la expresión más comúnmente encontrada en la literatura es: 
{\displaystyle g\{\phi ,h\}=g\{\phi \}-3.086\cdot 10^{-6}h}
donde {\displaystyle g\{\phi ,h\}} = aceleración en m · s−2 en latitud {\displaystyle \ \phi } y altitud h en metros. 

### Corrección de placa
Nota: La sección usa el galileo (símbolo: "Gal"), que es una unidad cgs para la aceleración de 1 centímetro/segundo 2.
Para el terreno plano sobre el nivel del mar se agrega un segundo término para la gravedad debido a la masa adicional; para este propósito, la masa extra puede ser aproximada por una placa horizontal infinita, y obtenemos {\displaystyle 2\pi G} veces la masa por unidad de área, es decir, 4.2 ×10−10 m3 · s−2 · kg −1 (0.042 μGal · kg−1 · m2) (la corrección de Bouguer). Para una densidad de roca media de 2.67 g · cm−3 esto da 1.1 ×10−6 s−2 (0.11 mGal · m−1). Combinado con la corrección de aire libre, esto significa una reducción de la gravedad en la superficie de 2 µm · s−2 (0,20 mGal) por cada metro de elevación del terreno. (Los dos efectos se cancelarían a una densidad de roca superficial de 4/3 veces la densidad promedio de toda la Tierra. La densidad de toda la Tierra es de 5.515 g · cm−3, por lo que pararse sobre una losa de algo como el hierro cuya densidad es superior a 7.35 g · cm−3 aumentaría el peso.) 
Para la gravedad debajo de la superficie tenemos que aplicar la corrección de aire libre, así como una doble corrección de Bouguer. Con el modelo de losa infinita, esto se debe a que mover el punto de observación debajo de la losa cambia la gravedad debido a su opuesto. Alternativamente, podemos considerar una Tierra esféricamente simétrica y restar de la masa de la Tierra a la del caparazón fuera del punto de observación, porque eso no causa gravedad dentro. Esto da el mismo resultado.

## Estimandogde la ley de gravitación universal
De la ley de la gravitación universal, la fuerza sobre un cuerpo sobre la que actúa la gravedad de la Tierra está dada por 
{\displaystyle F=G\,{\frac {m_{1}m_{2}}{r^{2}}}=\left(G\,{\frac {m_{1}}{r^{2}}}\right)m_{2}}
donde {\displaystyle r} es la distancia entre el centro de la Tierra y el cuerpo (ver más abajo), y aquí tomamos {\displaystyle m_{1}} para ser la masa de la Tierra y {\displaystyle m_{2}} para ser la masa del cuerpo. 
Además, la segunda ley de Newton, {\displaystyle F=ma}, donde m es masa y a es aceleración, aquí nos dice que 
{\displaystyle F=m_{2}\,g\,}
Al comparar las dos fórmulas se ve que: 
{\displaystyle g=G\,{\frac {m_{1}}{r^{2}}}}
Entonces, para encontrar la aceleración debida a la gravedad al nivel del mar, sustituya los valores de la constante gravitacional, {\displaystyle G}, la masa de la Tierra (en kilogramos), {\displaystyle m_{1}} y el radio de la Tierra (en metros), {\displaystyle r}, para obtener el valor de {\displaystyle g}: 
{\displaystyle g=G\,{\frac {m_{1}}{r^{2}}}=6.67408\cdot 10^{-11}\,\mathrm {m} ^{3}\cdot \mathrm {kg} ^{-1}\cdot \mathrm {s} ^{-2}\,\,\,{\frac {5.9722\cdot 10^{24}\,\mathrm {kg} }{(6.371\cdot 10^{6}\,\mathrm {m} )^{2}}}=9.81998\,\,{\mbox{m}}\cdot {\mbox{s}}^{-2}}
Esta fórmula solo funciona debido al hecho matemático de que la gravedad de un cuerpo esférico uniforme, medido sobre o sobre su superficie, es la misma que si toda su masa estuviera concentrada en un punto en su centro. Esto es lo que nos permite usar el radio de la Tierra para {\displaystyle r}. 
El valor obtenido concuerda aproximadamente con el valor medido de {\displaystyle g}. La diferencia puede atribuirse a varios factores, mencionados anteriormente en "Variaciones": 
- La Tierra no es homogénea
- La Tierra no es una esfera perfecta, y se debe usar un valor promedio para su radio
- Este valor calculado de {\displaystyle g} solo incluye la gravedad verdadera. No incluye la reducción de la fuerza de restricción que percibimos como una reducción de la gravedad debido a la rotación de la Tierra, y parte de la gravedad está contrarrestada por la fuerza centrífuga.

Existen incertidumbres significativas en los valores de {\displaystyle r} y {\displaystyle m_{1}} como se usan en este cálculo, y el valor de {\displaystyle G} también es bastante difícil de medir con precisión. 
Si se conocen {\displaystyle G}, {\displaystyle g} y {\displaystyle r} entonces un cálculo inverso dará una estimación de la masa de la Tierra. Este método fue utilizado por Henry Cavendish.